# Station Marutamachi
Station Marutamachi (丸太駅, Marutamachi-eki) is een metrostation in de wijk Nakagyō-ku in de Japanse stad  Kyoto. Het wordt aangedaan door de Karasuma-lijn. Het station heeft twee sporen, gelegen aan een enkel eilandperron.

## Treindienst

### Metro van Kioto
Het station heeft het nummer K07.
| 1 | ■ Karasuma-lijn | richting Shijō, Kioto en Takeda    |
| 2 | ■ Karasuma-lijn | richting Kitayama en Kokusaikaikan |

## Geschiedenis
Het station werd in 1981 geopend.

## Overig openbaar vervoer
Bussen 10, 45, 51, 65, 93, 202 en 204.

## Stationsomgeving
Het station bevindt zich naast de Doshisha Universiteit en ten noorden van het keizerlijke park, waardoor een groot aantal studenten en toeristen van het station gebruikmaken.
- Kiezerlijk Park van Kioto:
  - Keizerlijk Paleis van Kioto
- Regionale rechtbank van Kioto
- Hoofdbureau van de politie in Kioto
- Hoofdkantoor van Kioto Hōsō
- Heian Jogakuin Universiteit
- Hogeschool voor bouwkunde Kioto
- Prefecturaal kantoor van Kioto
- Tweede Rode Kruis-ziekenhuis van Kioto
- Hoofdkantoor van de Kioto Shimbun
- Shiga Bank
- Circle-K
- FamilyMart
- Lawson

Kokusaikaikan · Matsugasaki · Kitayama · Kitaōji · Kuramaguchi · Imadegawa · Marutamachi · Karasuma Oike · Shijō · Gojō · Kyoto · Kujō · Jūjō · Kuinabashi · Takeda (>> doorgaande lijnen via de Kintetsu Kyoto-lijn)